# Ruwa
Ruwa este un oraș din Zimbabwe.